# Baddies (chanson)
Singles de Aya Nakamura
Chimiyé
(2025)
Clip vidéo
[vidéo] « Baddies », sur YouTube
Baddies est un single de la chanteuse franco-malienne Aya Nakamura en featuring avec le chanteur Joé Dwèt Filé. Il est sorti le 15 mai 2025.

## Historique
Le single aux sonorités afro et kompa sort le 15 mai 2025,,.

## Formation
- Aya Nakamura — chant
- Joé Dwèt Filé — chant
- Joé Dwet Filé — production

## Clip
Le clip est tourné dans une villa contemporaine à flanc de falaise.

## Classements et certifications

### Classements hebdomadaires
| Classements (2025)                      | Meilleure position |
| --------------------------------------- | ------------------ |
| Belgique (Wallonie Ultratop 50 Singles) | 48                 |
| France (SNEP)                           | 7                  |
| Suisse (Schweizer Hitparade)            | 81                 |

### Certification
| Région | Certification | Ventes/Streams |
| --- | ------------- | -------------- |
| France (SNEP)                                                                                             | Or            | 15 000 000*    |
| *Ventes selon la certification xNon précisé par la certification ‡ventes/streaming selon la certification |               |                |